# Jungle Juice
Jungle Juice is een Amerikaanse film uit 2001 van regisseur Tony Vitale.

## Verhaal
Darren Fields wordt net voor de bruiloft in de steek gelaten door zijn vriendin Rebecca. Darren gaat dan samen met z'n maat R.J. naar de Maagdeneilanden, waarvoor ze de huwelijksreis-vliegtickets gebruiken. Omdat ze zijn ingeschreven als Mr. en Mrs. Fields, denkt iedereen dat ze homoseksueel zijn. Darren raakt in de ban van Isabelle, de vriendin van hotelmanager Jean-Luc. Voordat Darren met haar kan praten, wordt hij verleid door Felicia, die hier met haar vierde man vakantie viert. Dan arriveert Rebecca met haar vader Roy, die op zoek zijn naar Darren.

## Rolbezetting
- Darren Geare als Darren
- R.J. Knoll als R.J.
- Morgan Fairchild als Felicia
- Rutger Hauer als Jean-Luc
- Christine Lakin als Rebecca
- Robert Wagner als Tom
- Christopher Walken als Roy